# Emancipatio
Emancipatio was een rechtshandeling in het Romeinse Rijk volgens de Twaalftafelenwet, waarbij de vaderlijke macht (patria potestas) over zonen (filii familias), dochters (filiae familias) en kleinzonen via zijn zonen (nepotes ex filiorum) wegviel.
De term emancipatio slaat op het feit dat de pater familias zijn patria potestas over iemand verloor als hij deze verkocht of verpandde (mancipatio). Zo kon hij een zoon tot driemaal toe manciperen en een dochter of kleinzoon slechts eenmaal, alvorens deze uit zijn patria potestas gezet werden.
Hoewel de wet oorspronkelijk bedoeld was om kinderen te beschermen tegen willekeurige verkoop of verpanden door de pater familias, zou het later gebruikt worden als een middel om een zoon sui iuris te maken ("eigen-rechtig"). Dit was belangrijk indien men onbelemmerd aan een politieke carrière wilde beginnen, daar de pater familias zelfs over zijn volwassen zonen nog alles te zeggen had.
Om dus zijn zoon uit zijn patria potestas te bevrijden gaf de pater familias hem uit handen (emancipatio) aan een vertrouwensman, waardoor de zoon in mancipio was bij deze, maar nog steeds onder de patria potestas van de pater familias stond. De vertrouwenspersoon kon daarop de zoon door mancipio of manumissio (vrijlating) doen terugkeren in mancipio van de pater familias. Wanneer de pater familias voor een derde maal zijn zoon via mancipio afstond aan zijn vertrouwensman, verloor hij zijn patria potestas over hem. Maar de zoon was nog steeds in mancipio van de vertrouwensman. Wanneer deze zelf de zoon zou vrijlaten door manumissio, zou deze de patronus worden van de zoon van zijn vriend. Maar de pater familias, die de band met zijn zoon niet wilde breken maar wel versoepelen, verwachtte van zijn vriend dat hij de zoon teruggaf door mancipio aan de vader die zijn zoon dan door manumissio vrijliet. Daardoor werd hij dus de patronus van zijn eigen zoon.
De geëmancipeerde zoon was nu dus sui iuris en al de voorheen bestaande banden van agnatio (binding met de gens en dergelijke) tussen de ouderlijke familia en de geëmancipeerde hielden direct op te bestaan. Maar er was nu de analoge relatie van de patronus met zijn vrijgelatene, zodat indien de geëmancipeerde kinderloos of zonder erfgenamen stierf, of een tutor of curator nodig had, de rechten die eens behoorden aan de pater familias hem toevielen als patronus. Daarom liet de pater familias altijd een remancipatio stipuleren in zijn overeenkomst met de "koper": deze bepaling was de zogenaamde pactum fiduciae.

## Referentie
- G. Long, art. emancipatio, in W. Smith, A Dictionary of Greek and Roman Antiquities, Londen, 1875, pp. 455‑456.